# Massacre de Wounded Knee
Ne doit pas être confondu avec Occupation de Wounded Knee.
Guerre de la Danse des esprits
Le massacre de Wounded Knee est une opération militaire qui s'est déroulée le 29 décembre 1890 à Wounded Knee dans le Dakota du Sud, aux États-Unis. Entre 150 et 300 natifs américains du clan Lakota miniconjou (dont plusieurs dizaines de femmes et des enfants) sont tués par l'armée des États-Unis.
Cinq cents soldats du 7e régiment de cavalerie des États-Unis, appuyés par quatre canons Hotchkiss, ont encerclé un campement de Lakotas avec l'ordre de les convoyer en train vers Omaha dans le Nebraska. James William Forsyth, le commandant du 7e,  avait reçu l'ordre de procéder à un désarmement préalable.
Il existe différentes versions du massacre, mais les historiens s’accordent sur le fait que les tirs ont commencé pendant le désarmement des Amérindiens. Un coup de fusil a retenti et les autochtones, désarmés et encerclés, ont été mitraillés. Officiellement, ont été tués 26 soldats de cavalerie, par tirs fratricides, et 153 Lakotas, dont 62 femmes et enfants. L’armée américaine a admis par la suite que le nombre de victimes parmi les Amérindiens se situait plutôt entre 300 et 350. Les cadavres des natifs américains furent enterrés dans une fosse commune sur le lieu du massacre. D'autres Lakotas, ainsi qu'un lieutenant de la cavalerie, sont morts de leurs blessures ultérieurement.

## Les événements

### Préludes
En février 1890, le gouvernement des États-Unis rompt un traité passé avec les Lakotas en divisant la Grande Réserve sioux de l'État du Dakota du Sud, qui englobait la plus grande partie de l'État, en cinq réserves dont la totalité est plus petite. Cela répond aux intérêts des propriétaires de l'Est, conformément à la politique clairement affichée du gouvernement « de rompre les relations tribales » et d’obliger « les Indiens à se conformer au mode de vie de l'homme blanc, pacifiquement si possible ou sinon par la force ».
Une fois les réserves « ajustées », les tribus sont séparées en unités familiales sur des parcelles de terrain de 320 acres, soit 130 hectares.
En raison de la sécheresse, les récoltes de 1890 sont insuffisantes pour assurer l’alimentation des Sioux. Malheureusement pour les autochtones, le gouvernement a aussi réduit les rations de moitié, les Amérindiens étant jugés « paresseux ». Comme le bison a, de plus, été pratiquement exterminé de la plaine quelques années plus tôt, les Sioux sont frappés par la famine.

### La Danse des esprits (Ghost Dance)
En 1890, Jack Wilson, un chef religieux amérindien connu sous le nom de Wovoka, déclare que, pendant l'éclipse totale de soleil du 1er janvier 1889, il a reçu la révélation qu'il est le Messie de son peuple. Le mouvement spirituel qu'il crée devient connu sous le nom de « Danse des esprits » (Ghost Dance), mélange syncrétique de spiritualisme païute et de christianisme shaker. Bien que Wilson ait prédit la disparition des hommes blancs, il enseigne également que, jusqu'au jour du Jugement dernier, les "Amérindiens" doivent vivre en paix et ne pas refuser de travailler pour les Blancs.
Chez les Sioux, les deux premiers convertis à cette nouvelle religion sont Kicking Bear (en) et Arnold Short Bull (en), de la réserve de Pine Ridge. Tous deux assurent que Wilson s'est mis en lévitation devant eux, mais ils interprètent différemment ses paroles. Ils rejettent la prétention de Wilson à être le Messie et croient que le Messie n'arrivera pas avant 1891. Ils refusent aussi le pacifisme de Wilson et estiment que des vêtements spéciaux, les « chemises des esprits » (ghost shirts), les protégeront des balles.
La Danse des esprits se propage rapidement chez les Sioux, démoralisés et affamés. Effrayés, les agents indiens demandent l'aide de l'armée. Bien qu'il semble qu'une majorité des Indiens de la réserve de Pine Ridge ait été convertie, le chef Sitting Bull n'en fait pas partie. Cependant, il garantit la liberté religieuse ; mais les fonctionnaires fédéraux interprètent cette tolérance comme un appui total, et le général Nelson Appleton Miles ordonne son arrestation. Quarante-trois policiers indiens essayent de l'arrêter le 15 décembre 1890 à l'agence de Standing Rock. Pour des raisons peu claires, une fusillade se déclenche et Sitting Bull est parmi les douze tués.

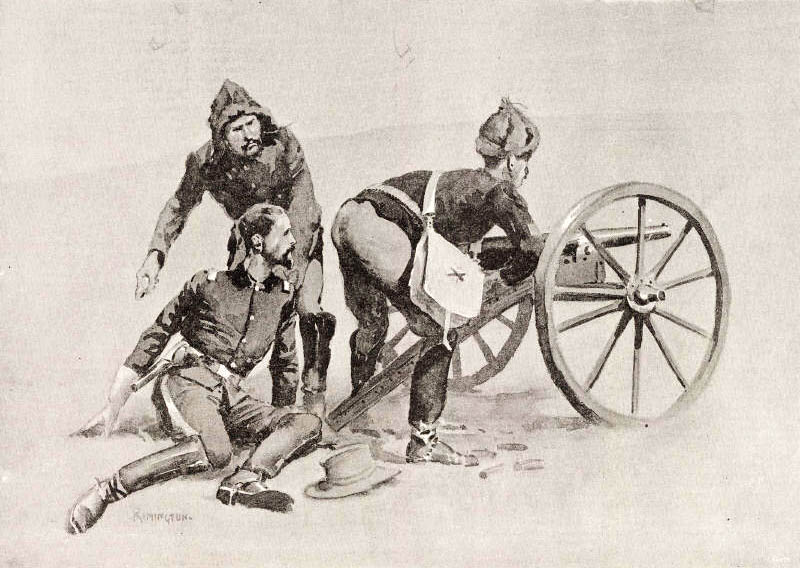
Canon Hotchkiss à Wounded Knee.

Quatre cents Hunkpapas lakotas fuient à la réserve indienne de Cheyenne River des Lakotas miniconjous. 38 Hunkpapas lakotas du village de Sitting Bull trouvent refuge dans le campement des Miniconjous de Big Foot dans la réserve de Cheyenne River. Miles ordonne aussitôt l'arrestation de Big Foot, mais l'armée temporise, espérant que la réputation de pacifiste de ce dernier préviendra les hostilités. Quand les Hunkpapas arrivent, apeurés par la venue de nombreux soldats dans la réserve, les 300 Miniconjous décident d’abandonner leur village et de rejoindre le chef Red Cloud, qui ne fait pas partie du mouvement de la Danse des esprits, à l’agence de Pine Ridge.
Ignorant les intentions des Indiens, et craignant que la destination de Big Foot ne soit le bastion des adeptes de la Danse des esprits dans les Badlands, le général Miles déploie les 6e et 9e régiments de cavalerie pour bloquer les Miniconjous.
Le clan de Big Foot est intercepté par le major Samuel Whitside (en) et environ 200 hommes du 7e de cavalerie, régiment qui avait été décimé à Little Bighorn par les Sioux 14 ans auparavant. Whitside transfère Big Foot, qui souffre d'une sévère pneumonie, vers une ambulance de campagne et escorte les Lakotas à leur camp pour la nuit à Wounded Knee Creek. L'armée fournit aux Lakotas des tentes et des rations. Les Indiens sont comptés : il y a dans le village 120 hommes et 230 femmes et enfants.
Le matin suivant, les Lakotas trouvent face à eux le reste du régiment avec son commandant, le colonel James W. Forsyth, arrivé pendant la nuit, ainsi qu'une batterie de canons Hotchkiss du 1er régiment d'artillerie. Les armes sont disposées sur une petite colline surplombant le campement. Forsyth informe Whitside que les Lakotas doivent être transférés dans un camp militaire à Omaha dans le Nebraska.

### Le massacre

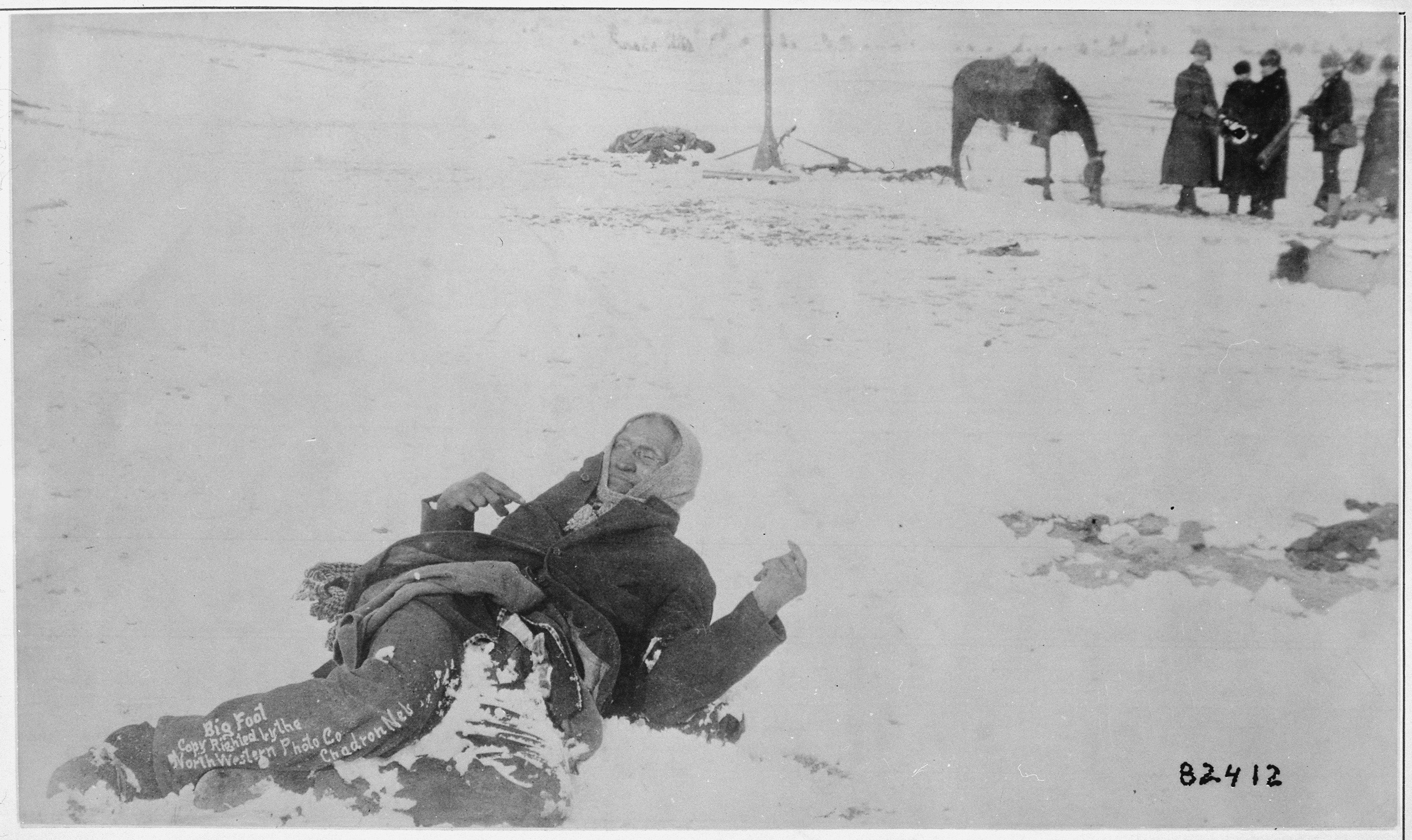
Le chef miniconjou Big Foot, abattu par un soldat, gît dans la neige. Les soldats sont aperçus en arrière-plan, fusil à la main.

Le 7e de cavalerie a reçu l'ordre du commandant du département de la Platte, le général John Brooke, de désarmer le clan de Big Foot avant le transfert vers le Nebraska. La veille au soir, après avoir été escortés au camp et avoir été encerclés de toute part, les Lakotas sont considérés comme des prisonniers virtuels. Forsyth choisit de ne pas essayer de les désarmer dans la soirée.
Au matin, les hommes lakotas sont rassemblés et informés qu'ils doivent remettre toutes leurs armes à feu. Les soldats, craignant que des armes restent cachées, commencent à fouiller les tentes, provoquant la colère des Lakotas qui, selon l'armée, sont sous l'influence d'un chaman miniconjou, Yellow Bird.
Lorsque les soldats tentent de désarmer un Lakota, sans doute sourd, nommé Black Coyote, un coup de feu part. Une fusillade générale s’ensuit. La plupart des hommes lakotas, encerclés par les soldats, sont abattus. Les survivants se dégagent. C’est alors que les canons bombardent le village des femmes et des enfants.
On a longtemps prétendu que 146 Lakotas avaient été tués, ainsi que 25 soldats de la cavalerie des États-Unis qui comptait également 35 blessés, Big Foot figurant parmi les morts.
En fait, l'armée américaine reconnaît aujourd'hui que c'est 300 à 350 Amérindiens qui périrent lors de ce « massacre », terme utilisé par le général Nelson Miles dans une lettre du 13 mars 1917 au commissaire aux affaires indiennes. Les soldats tirant de tous les côtés, on pense que certains d'entre eux ont été tués par leur propre régiment, mais aucune enquête n'a permis de connaître la vérité.
Le lieutenant James D. Mann, un des principaux responsables du tir, meurt de ses blessures dix-sept jours plus tard, le 15 janvier 1891, à Fort Riley dans le Kansas.

### Conséquences

#### Conséquences immédiates

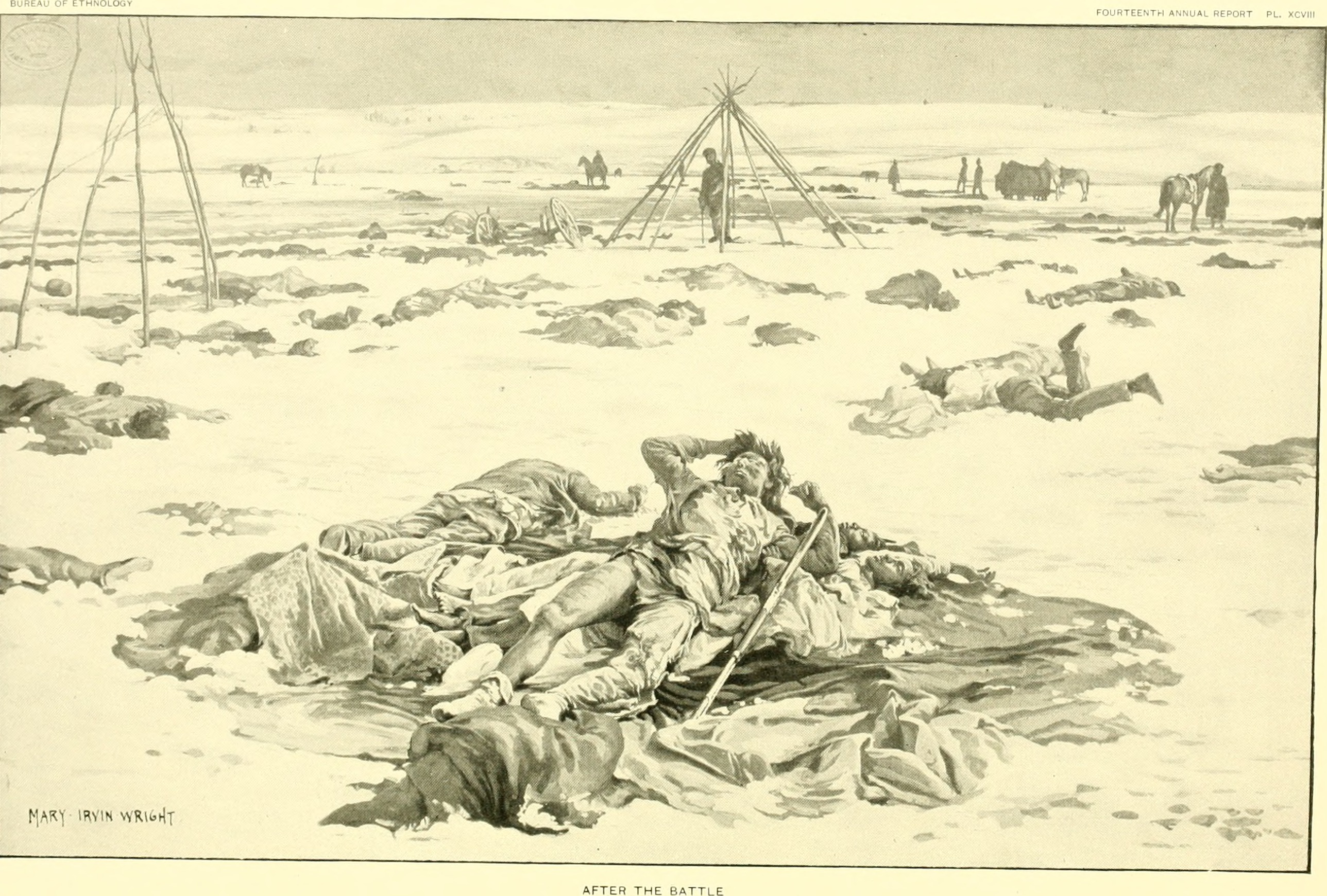
Rapport annuel du Bureau d'ethnologie au secrétaire de la Smithsonian Institution (1892).

Lorsque la tempête de neige qui s'est abattue entre-temps se calme, les militaires embauchent des civils pour enterrer dans une fosse commune les victimes lakotas : officiellement, 84 hommes et garçons, 44 femmes et 18 enfants. De plus, 7 Lakotas meurent à l'hôpital de Pine Ridge des suites de leurs blessures.
Le colonel Forsyth, désavoué par le général Nelson Miles, est immédiatement relevé de son commandement. Une enquête militaire approfondie menée par Miles critique les dispositions tactiques prises par Forsyth, tout en l'exonérant de sa responsabilité. Le secrétaire à la guerre rétablit alors Forsyth dans son commandement du 7e régiment de cavalerie. La cour juge que, pour la plupart, les soldats de la cavalerie ont essayé d'éviter les atteintes aux non-combattants.
Néanmoins Miles continue à critiquer Forsyth qui, selon lui, a délibérément désobéi aux ordres. C’est du général Miles que vient l'opinion selon laquelle Wounded Knee est un massacre délibéré plutôt qu'un drame provoqué par des décisions malheureuses (l’opinion publique américaine étant alors généralement favorable à Forsyth).
En 1891, vingt « médailles d'honneur » sont attribuées à des soldats du 7e de cavalerie pour leur conduite durant le massacre. Aujourd'hui encore, les Amérindiens réclament instamment qu'elles soient requalifiées en « médailles du déshonneur ».
Beaucoup de non-Lakotas vivant près des réserves interprètent la bataille comme la défaite d'un culte meurtrier, la Danse des esprits, faisant l’amalgame entre les adeptes de ce culte et les Amérindiens en général.
Peu après le massacre, un jeune journaliste, L. Frank Baum (qui deviendra plus tard célèbre en tant qu'auteur du Magicien d'Oz) écrit dans le The Aberdeen Saturday Pioneer (en) du samedi 3 janvier 1891 :

« L'Aberdeen Saturday Pioneer a par le passé déclaré que notre sûreté dépendait de l'extermination des Indiens. Après leur avoir fait du tort pendant des siècles, nous devrions, afin de protéger notre civilisation, insister encore et débarrasser la terre de ces créatures indomptées et indomptables. De cela dépend la sécurité des colons et des soldats commandés par des incompétents. Autrement, nous pouvons nous attendre à ce que les années futures nous apportent autant de déboires avec les Peaux Rouges que les années passées. »

#### Un siècle plus tard
Vers la fin du XXe siècle, les critiques se font plus vives. Beaucoup considèrent l’évènement comme une des plus grandes atrocités de l'histoire des États-Unis,. En 1990, le Congrès des États-Unis présente officiellement ses excuses aux communautés amérindiennes. Au début du XXIe siècle plusieurs activistes et personnalités politiques ou de la société civile écrivent au président des États-Unis Joe Biden pour lui demander de révoquer les médailles décernées aux soldats du 7e de cavalerie. 
Il est ainsi commémoré par la chanson engagée Bury My Heart at Wounded Knee (« Enterre mon cœur à Wounded Knee »), écrite par Buffy Sainte-Marie. En 1995, le groupe français Wakan enregistre Wounded Knee (29th of decembre 1890) dans son premier album.
Il est aussi le point final d'un livre à succès de l'historien américain Dee Brown, publié en 1970 : Enterre mon cœur à Wounded Knee : la longue marche des Indiens vers la mort (Bury my Heart at Wounded Knee, an Indian History of the American West).
En 1973, l'American Indian Movement choisit symboliquement la localité de Wounded Knee pour un mouvement de désobéissance civile : l'occupation du poste d'entrée de la réserve.

## Dernier conflit armé contre les Amérindiens?

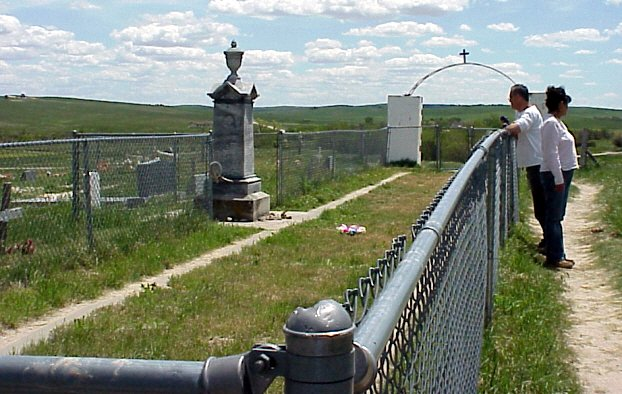
Fosse commune sur le site de Wounded Knee, dans la Réserve indienne de Pine Ridge.

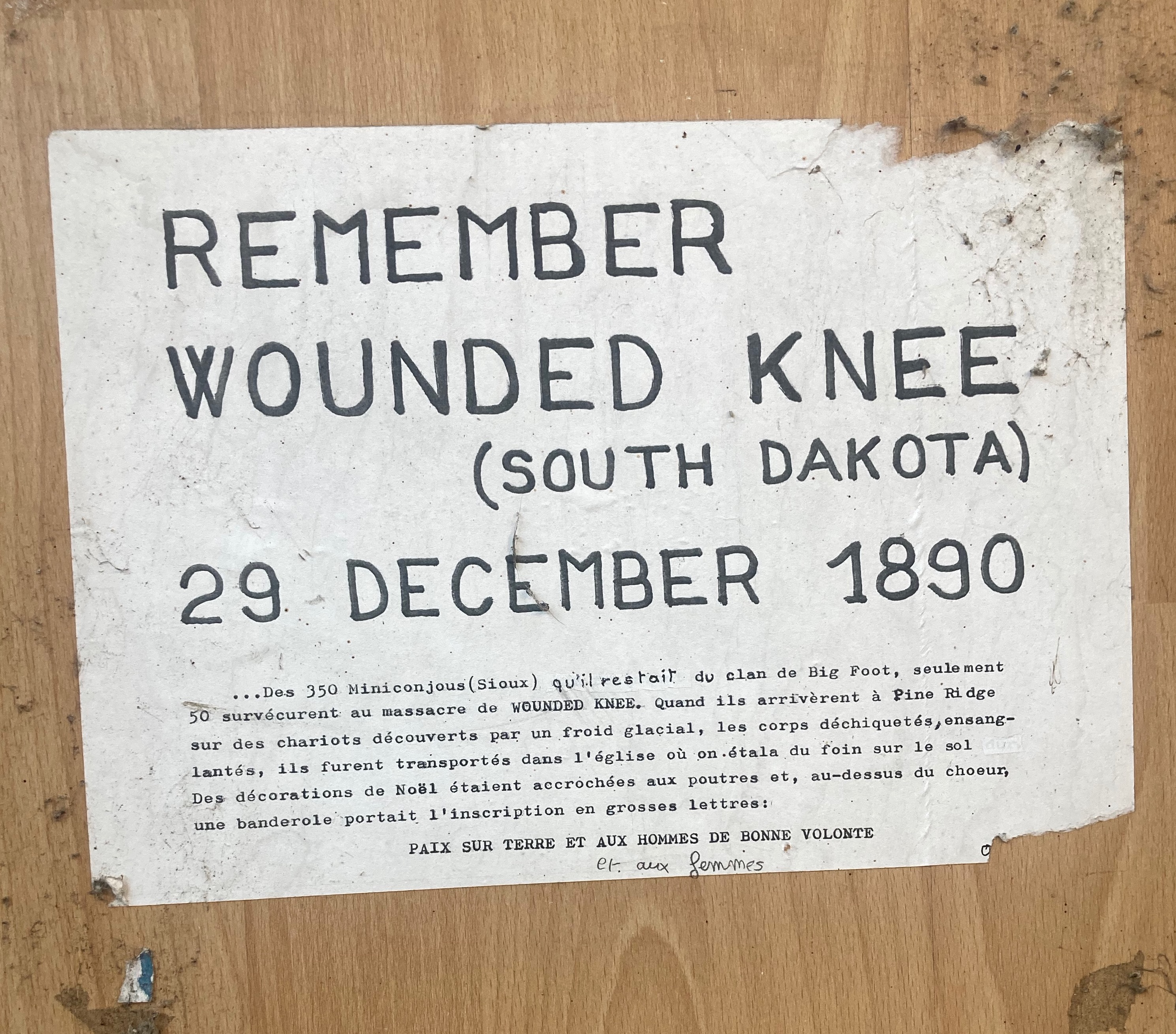
Affiche non datée photographiée le 24 octobre 2021 dans une rue de Millau appelant à se souvenir.

Wounded Knee est généralement considéré comme l'évènement qui met fin à 400 ans de guerres indiennes. À strictement parler pourtant, le massacre n'est pas le dernier conflit entre les Amérindiens et l'armée des États-Unis.
Une escarmouche a lieu à la Mission Drexel (en) , le lendemain du massacre de Wounded Knee, qui entraîne la mort d'un soldat de la cavalerie et où six autres, appartenant au 7e de cavalerie, sont blessés. Cet évènement fut presque totalement éclipsé par le drame de la veille. Les danseurs lakotas, qui ont été convaincus de se rendre, préfèrent fuir en apprenant ce qui s'est passé à Wounded Knee. Ils brûlent plusieurs bâtiments de la mission, puis attirent un escadron du 7e de cavalerie dans un guet-apens et le harcèlent jusqu'à l'arrivée des renforts du 9e régiment.

## Dans la fiction
- Booker DeWitt, le héros du jeu vidéo Bioshock Infinite, a participé au massacre de Wounded Knee.
- Dans le jeu vidéo Teenage Mutant Ninja Turtles IV : Turtles in Time sur Super Nintendo, le septième niveau se déroule en 1885 à bord d'un train du Far West, et s'intitule « Bury my shell at Wounded Knee » (« Enterre ma carapace à Wounded Knee »), en référence au livre de Dee Brown.
- Cet évènement joue un rôle dans l'intrigue de la bande-dessinée Rouge comme la neige de Christian de Metter[12].
- Cœur de tonnerre, film de Michael Apted en 1992, avec Graham Greene, Chief Ted Thin Elk et Val Kilmer[13].
- Dans la chanson « Ghosts Embodied » (Esprits de chairs) du chanteur de folk alternatif amérindien Nahko Bear, qui s’exprime fréquemment sur la condition amérindienne aux États-Unis, il clame « I’m a two-legged bent at Wounded Knee » (« Je suis un deux-jambes agenouillés à Wounded Knee »).
- Dans la chanson "Pocahontas" Neil Young réfère indirectement au massacre des populations Indiennes dont celui de wounded knee: "[...]They killed us in our teepees,And cut our women down, They might have left some babies Cryin' on the ground [...].
- Dans la mini-série de 2005 Into the West le massacre de Wounded Knee clôt le sixième et dernier épisode.